# Pangutaran
Pangutaran ist eine philippinische Stadtgemeinde in der Provinz Sulu und die Bezeichnung einer gleichnamigen Inselgruppe. Sie hat 30.613 Einwohner (Zensus 1. August 2015).

## Baranggays
Pangutaran ist politisch in 16 Baranggays unterteilt.
| - Alu Bunah - Bangkilay - Kawitan - Kehi Niog - Lantong Babag - Lumah Dapdap - Pandan Niog - Panducan | - Panitikan - Patutol - Se-ipang - Simbahan (Pob.) - Suang Bunah - Tonggasang - Tubig Nonok - Tubig Sallang |